# NGC 3997
NGC 3997 (другие обозначения — UGC 6942, IRAS11552+2532, MCG 4-28-102, WAS 38, ZWG 127.114, KUG 1155+255B, PGC 37629) — галактика в созвездии Лев.
Этот объект входит в число перечисленных в оригинальной редакции «Нового общего каталога».
В галактике вспыхнула сверхновая SN 2004aw типа Ic, её пиковая видимая звездная величина составила 17,1.
Галактика NGC 3997 входит в состав группы галактик NGC 3997. Помимо NGC 3997 в группу также входят NGC 3989, NGC 3993, IC 746, CGCG 127-109 и MCG 4-28-109.
Галактика NGC 3997 входит в состав группы галактик NGC 4007. Помимо NGC 3997 в группу также входят NGC 3987, NGC 4007, NGC 4015 и NGC 4022.